# 山田豊 (声優)
山田 豊（やまだ ゆたか、8月5日 - ）は、日本の男性声優である。東京都出身。リンク・エンタテインメンツ所属。

## 人物
所持資格は全経簿記検定2級、情報処理検定3級、ワープロ検定3級。
特技はバーガー作り、膝小僧歩き、子どもとすぐ仲良くなること。趣味はサバゲー、一人居酒屋、漫画、ゲーム。

## 出演

### テレビアニメ
- 3ねんDぐみガラスの仮面（2016年、友人A）

### ゲーム
- 三国ロマンス〜乱世を終える少女RPG（2019年）
- サンクタス戦記-GYEE-（2019年）

### 吹き替え

#### 映画
- ザ・ゲーム 〜赤裸々な宴〜（ゴッドフリー）
- ザ・ホークス ハワード・ヒューズを売った男（ブラッド）
- 処刑教室（ボビー・ファンク）
- スターシップ・ソルジャーズ（ハドソン）
- ソリタリー・マン（チェストン）
- 大洪水
- パリ20区、僕たちのクラス（スレイマン）
- ヤバい経済学（ユーレイル）
- ラブ・クライム（マーク）

#### ドラマ
- 彼と私と両家の事情
- 名探偵ポワロ
  - 「雲をつかむ死」（レイモンド）
  - 「愛国殺人」（アルフレッド 他）

### 舞台
- かたつむり 宵待草ノ章
- 恋夢-ロボットの見るユメ
- 同志と知れず